# Těšetice (district de Znojmo)
Pour les articles homonymes, voir Těšetice.
Těšetice (en allemand : Töstitz) est une commune du district de Znojmo, dans la région de Moravie-du-Sud, en République tchèque. Sa population s'élevait à 580 habitants en 2020.

## Géographie
Těšetice se trouve à 9 km à l'est-nord-est de Znojmo, à 48 km au sud-ouest de Brno et à 182 km au sud-est de Prague.
La commune est limitée par Kyjovice et Prosiměřice au nord, par Bantice à l'est, par Tasovice au sud, et par Dyje et Suchohrdly à l'ouest.

## Histoire
La première mention écrite du village date de 1260.